# (14970) 1997 QA2
(14970) 1997 QA2 là một tiểu hành tinh vành đai chính. Nó được phát hiện bởi Atsushi Sugie ở Dynic Astronomical Observatory Nhật Bản, ngày 25 tháng 8 năm 1997.